# Storia di Birmingham
Birmingham ha visto 1400 anni di storia. Nonostante siano state trovate tracce di presenza umana ben precedenti. Una combinazione di immigrazione, innovazione e orgoglio civico ha contribuito a realizzare importanti riforme sociali ed economiche ed a creare la rivoluzione industriale, ispirando la crescita di città simili in tutto il mondo.
Gli ultimi 200 anni hanno visto Birmingham crescere da città mercato relegata al medioevo a città in più rapida crescita del XIX secolo, stimolata da una combinazione di investimenti civici, risultati scientifici, innovazione commerciale e da un costante afflusso di lavoratori migranti nelle sue periferie. Nel XX secolo Birmingham era diventata il fulcro metropolitano delle industrie manifatturiere e automobilistiche del Regno Unito, essendosi guadagnata una reputazione prima come città di canali, poi di automobili e, più recentemente, come una delle principali convention europee e destinazione per lo shopping.
All'inizio del XXI secolo, Birmingham si trova nel cuore di una grande metropoli post-industriale circondata da importanti strutture per l'istruzione, la produzione, lo shopping, lo sport e le conferenze.

## Preistoria

### Età della pietra

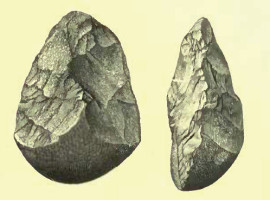
La Saltley Handaxe illustrata da John Evans nel 1897

Il più antico manufatto umano trovato a Birmingham è la Saltley Handaxe: un'ascia di quarzite marrone vecchia di 500.000 anni, lunga circa 100 millimetri, scoperta nelle ghiaie del fiume Rea a Saltley nel 1892. Ciò fornì la prima prova di insediamenti umani nel paleolitico inferiore delle Midlands, un'area precedentemente ritenuta sterile e inabitabile prima della fine dell'ultimo periodo glaciale. Da allora asce di età simile sono state trovate anche a Erdington e Edgbaston, e le prove bioarcheologiche dai pozzi di Quinton, Nechells e Washwood Heath suggeriscono che il clima e la vegetazione di Birmingham durante questo periodo interglaciale erano molto simili a quelli odierni.
L'area divenne inabitabile con l'avanzare della glaciazione dell'ultima era glaciale e le successive prove di insediamenti umani all'interno di Birmingham risalgono al periodo mesolitico. Un insediamento di 10.400 anni - il più antico della città - è stato scavato nell'area di Digbeth nel 2009, con prove che cacciatori-raccoglitori con strumenti di selce avevano ripulito un'area dalla foresta, bruciandola. Attrezzi di selce del tardo periodo mesolitico, tra 8000 e 6000 anni fa, sono stati trovati vicino ai torrenti della città, sebbene questi probabilmente rappresentino poco più che battute di caccia o accampamenti notturni. 
Le più antiche strutture della città risalgono al neolitico, inclusi un possibile cursus identificato dalla fotografia aerea vicino a Mere Green e un tumulo sopravvissuto a Kingstanding. Le asce neolitiche trovate in tutta Birmingham includono esempi fatti di pietra provenienti da Cumbria, Leicestershire, Galles del nord e Cornovaglia, suggerendo che all'epoca l'area avesse ampi collegamenti commerciali.

### Età dei metalli
All'interno della città sono state trovate asce di pietra usate dai primi agricoltori della zona oltre 5.000 anni fa e le prime asce di bronzo risalgono a circa 4.000 anni fa. A Bournville, invece, sono state trovate ceramiche risalenti al 2700 a.C. 
I siti preistorici più comuni a Birmingham sono i tumuli bruciati, una caratteristica delle aree montuose, forse causata dal riscaldamento di pietre per cucinare o fare bagni di vapore. Da quaranta a cinquanta tumuli sono stati ritrovati nell'area di Birmingham, tutti databili al periodo 1700-1000 a.C., tranne uno. I siti di tumuli bruciati mostrano anche prove di insediamenti più ampi, con spazi liberi nei boschi e animali al pascolo. Possibili insediamenti dell'età del bronzo con fattorie successive dell'età del ferro sono stati scoperti a Langley Mill Farm a Sutton Coldfield. Ulteriori prove di un insediamento dell'età del ferro sono state trovate a Berry Mound, una fortezza collinare situata nel distretto di Bromsgrove nel Worcestershire, vicino a Shirley.

## Epoca romana
In epoca romana un grande forte militare, Metchley Fort, esisteva sul sito dell'attuale Queen Elizabeth Hospital vicino a quello che ora è Edgbaston, nella parte sud della città. Il forte fu costruito subito dopo l'invasione romana della Britannia nel 43 d.C. Nel 70 d.C. il forte fu abbandonato solo per essere rioccupato pochi anni dopo prima di essere abbandonato definitivamente nel 120 d.C. Sono stati trovati anche i resti di un insediamento civile, o vicus, accanto al forte romano. Gli scavi a Parson's Hill, a Kings Norton e a Mere Green hanno rivelato il sito di una grande fornace romana.
Sebbene non sia stata trovata alcuna prova archeologica, la presenza del prefisso inglese antico wīc- a Witton (wīc-tūn) suggerisce che potrebbe essere stato il sito di un significativo vicus o insediamento romano-britannico, che sarebbe stato adiacente all'incrocio del fiume Tame con la Icknield Street a Perry Barr. 
Sono state individuate strade militari romane convergenti nell'area di Birmingham da Letocetum (Wall, vicino a Lichfield) a nord; da Salinae (Droitwich) nel sud-est; da Alauna (Alcester) a sud, e da Pennocrucium (Penkridge) a nord-ovest. In molti luoghi i percorsi di queste strade, compresi i punti in cui si incontravano, sono andati perduti mentre attraversavano l'area urbana, sebbene una parte del percorso da Wall sia ben conservata mentre attraversa Sutton Park. È anche probabile che le strade abbiano condotto verso i noti insediamenti romani di Castle Bromwich e Grimstock Hill vicino a Coleshill e Manduessedum (Mancetter) e al forte di Greensforge vicino a Kinver. 

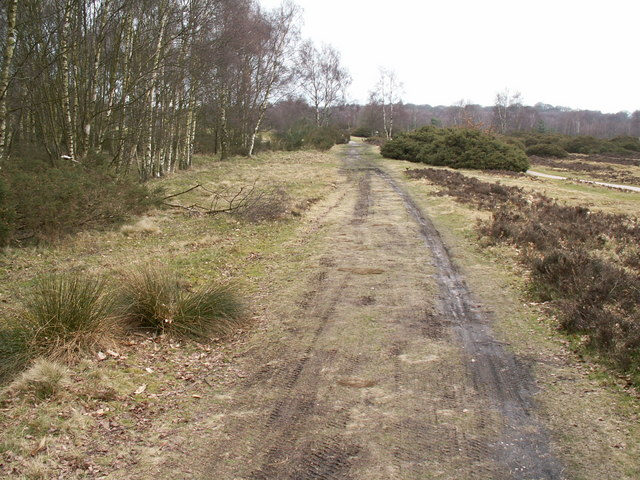
La strada romana Icknield Street a Sutton Park

L'esistenza di allineamenti stradali rettilinei coincidenti con i primi confini della parrocchia suggerisce che un'altra strada romana potrebbe essere passata attraverso Birmingham da est a ovest attraverso Ladywood, Highgate e Sparkbrook, lungo la linea di Ladywood Road, Belgrave Road e parti di Warwick Road. Le rotte romane da Wall e Alcester furono poi chiamate insieme Icknield Street durante il tardo periodo medievale.

## Anglosassoni e Normanni

### Fondazione
Le prove archeologiche dell'era anglosassone a Birmingham sono scarse e la documentazione dell'epoca è limitata a sette carte anglosassoni che descrivono in dettaglio le aree periferiche di King's Norton, Yardley, Duddeston e Rednal. L'evidenza del nome di un luogo, tuttavia, suggerisce che fu durante questo periodo che furono stabiliti molti degli insediamenti che in seguito avrebbero costituito la città, inclusa la stessa Birmingham. 
Il nome "Birmingham" deriva dall'antico inglese Beormingahām,  che significa la casa o l'insediamento dei Beormingas - una tribù o clan il cui nome significa letteralmente "popolo di Beorma" e che potrebbe aver formato una prima unità dell'amministrazione anglosassone. Beorma, da cui prende il nome la tribù, avrebbe potuto essere il suo leader al tempo dell'insediamento anglosassone, un antenato condiviso o una mitica figura tribale. I toponimi che terminano in -ingahām sono caratteristici degli insediamenti stabiliti durante le prime fasi della colonizzazione anglosassone di un'area, suggerendo che Birmingham esistesse probabilmente già all'inizio del VII secolo. Gli insediamenti circostanti con nomi che terminano in -tūn (fattoria), -lēah (radura boschiva), -worð (recinto) e -field (terreno aperto) sono probabilmente insediamenti secondari creati dalla successiva espansione della popolazione anglosassone, in alcuni casi forse su siti britannici precedenti.

### Sviluppo
Il sito della Birmingham anglosassone non è noto. L'opinione tradizionale - che suppone si trattasse di un villaggio posto sull'attraversamento del fiume Rea a Deritend, con un secondo villaggio sul sito che divenne il Bull Ring - è stata ora ampiamente screditata, e non un singolo pezzo di materiale Anglosassone è stato trovato durante i vasti scavi archeologici che hanno preceduto la riqualificazione della Bull Ring nel 2000. Sono state suggerite altre località tra cui l'area di Broad Street, Hockley nel Jewellery Quarter o il sito del Priorato di San Tommaso di Canterbury, ora occupato da Old Square. In alternativa, la prima Birmingham potrebbe essere stata un'area di fattorie sparse senza alcun villaggio centrale
e il nome potrebbe originariamente riferirsi alla più ampia area della patria tribale dei Beormingas, molto più grande della parrocchia successiva. L'analisi dei collegamenti pre-normanni tra le parrocchie suggerisce che tale area potrebbe essersi estesa da West Bromwich a Castle Bromwich, e dai confini meridionali di Northfield e King's Norton ai confini settentrionali di Sutton Coldfield. 
Durante il primo periodo anglosassone l'area della città moderna si trovava in una frontiera che separava 3 popoli Beormingas, Tomsaete e Hwicce. La stessa Birmingham e le parrocchie nel centro e nel nord dell'area furono probabilmente colonizzate dai Tomsaete, che erano tribù angliane che migrarono lungo le valli del Trent e del Tame dall'estuario dell'Humber e che successivamente formarono il Regno di Mercia. Le parrocchie nel sud dell'attuale città come Northfield e King's Norton furono colonizzate durante un periodo successivo dagli Hwicce, una tribù sassone, la cui migrazione a nord attraverso le valli del Severn e dell'Avon seguì la vittoria dei Sassoni occidentali sui Britanni nella battaglia di Dyrham nel 577. Il confine esatto fra tre gruppi potrebbe non essere stato definito con precisione, ma è probabile che venga indicato dai confini delle successive diocesi di Lichfield e Worcester stabiliti dopo la conversione della Mercia al cristianesimo nel VII secolo.

### Invasioni vichinghe
La fine del VII secolo vide il regno di Mercia espandersi, assorbendo gli Hwicce entro la fine dell'VIII secolo e arrivando infine a dominare la maggior parte dell'Inghilterra. Finché la crescita del potere vichingo nel tardo IX secolo vide la Mercia orientale cadere sotto il Danelaw, mentre la parte occidentale parte, compresa l'area di Birmingham, finì per essere dominata dal Wessex. Durante il X secolo Edoardo il Vecchio del Wessex riorganizzò la Mercia occidentale per scopi difensivi in contee basate sui burh fortificati stabiliti da sua sorella Ethelfleda. L'area di Birmingham si ritrovò di nuovo una regione di confine, questa volta con le popolazioni norrene.

### I normanni
L'unico documento sopravvissuto della Birmingham normanna è nel Domesday Book del 1086, dove è registrato come il piccolo maniero di Bermingeham, del valore di 20 scellini:

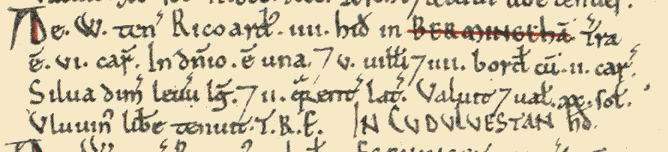
Birmingham nel Domesday Book

"Da William, Richard possiede quattro pelli a Birmingham. C'è terra per sei aratri, nel demanio, uno. Ci sono cinque abitanti nel villaggio e quattro piccoli agricoltori con due aratri. Il bosco è lungo mezza lega e largo due stadi. Il valore era ed è di 20 scellini. Wulfwin lo teneva liberamente al tempo di re Edoardo."
Al momento della registrazione del Domesday Book, Birmingham era molto più piccola di altri villaggi della zona, in particolare Aston. Altri manieri locali registrati nel sondaggio furono Sutton, Erdington, Edgbaston, Selly, Northfield, Tessall e Rednal. Nel sondaggio è menzionato anche un insediamento chiamato "Machitone", questo sarebbe poi diventato Sheldon.

## Città mercato medioevale

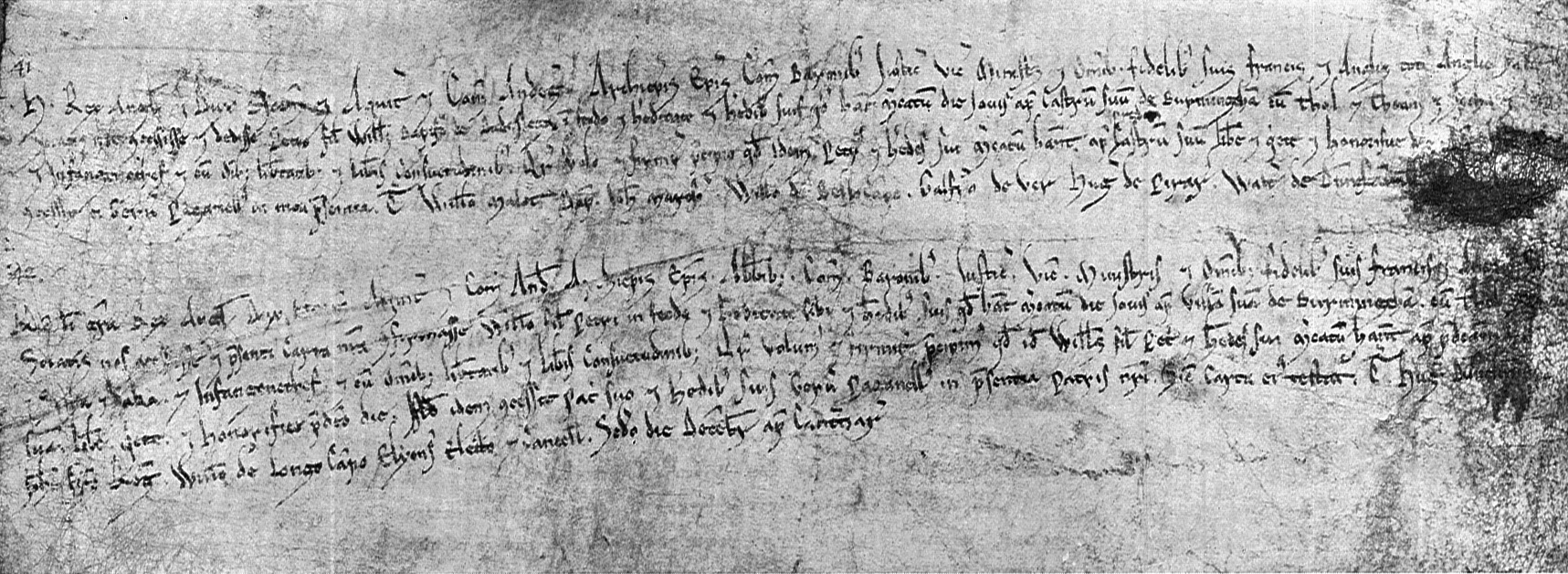
Le carte del 1166 e del 1189 che garantiscono e confermano il diritto di poter tenere un mercato a Birmingham

La trasformazione di Birmingham, da maniero puramente rurale a città di mercato, iniziò nel 1166 con l'acquisto da parte del signore del maniero, Peter de Birmingham, di una carta reale da Enrico II che gli permetteva di tenere un mercato settimanale "presso il suo castello at Birmingham ", e di imporre pedaggi sul traffico del mercato. Questa fu una delle prime delle duemila di tali carte che sarebbero state concesse in Inghilterra fino al 1350. Essa potrebbe aver riconosciuto un mercato già esistente, poiché le cause del 1285 e del 1308 sostenevano entrambe che il mercato di Birmingham si era tenuto ininterrottamente sin da prima della conquista normanna.
Questa era ha visto la creazione del mercato triangolare che divenne poi il Bull Ring, la vendita di lotti sulle facciate circostanti il mercato che garantivano privilegi e libertà dai pedaggi, la deviazione delle rotte commerciali locali verso il nuovo sito, il relativo attraversamento del fiume Rea a Deritend, la ricostruzione della Birmingham Manor House in pietra e probabilmente la prima istituzione della chiesa parrocchiale di St Martin nel Bull Ring. Quando, 23 anni dopo, il figlio di Peter, William de Birmingham, chiese a Riccardo I la conferma dello status del mercato, la sua posizione non era più "il suo castello a Birmingham", ma "la città di Birmingham".
Il periodo successivo vide la nuova città espandersi rapidamente in circostanze economiche molto favorevoli. Il mercato di Birmingham fu il primo ad essere stabilito sull'altopiano omonimo, ciò triplicò la popolazione del Warwickshire tra il 1086 e il 1348 poiché la crescita della popolazione a livello nazionale incoraggiava l'insediamento e la coltivazione di terreni precedentemente marginali. I documenti sopravvissuti registrano la vasta recinzione di terreni incolti e la rimozione di boschi a King's Norton, Yardley, Perry Barr ed Erdington durante il XIII secolo, un periodo durante il quale anche l'area coltivata del maniero di Bordesley raddoppiò. La domanda di commercio agricolo venne ulteriormente alimentata dalla crescente esigenza di pagare gli affitti in contanti anziché in manodopera, portando gli affittuari a vendere più prodotti. Sarebbe passato quasi un secolo prima che i mercati di Solihull, Halesowen e Sutton Coldfield fornissero al mercato di Birmingham qualsiasi concorrenza locale e da allora il successo di Birmingham fornì il modello di città-mercato. Entro un secolo dalla carta del 1166, Birmingham divenne una prospera città di artigiani e commercianti. La firma del brevetto delle lettere indica le visite del re a Birmingham nel 1189, 1235 e 1237. Inoltre due borghesi della città furono convocati per rappresentarla in Parlamento nel 1275, questo evento non si ripeté fino al XIX secolo, ma stabilì Birmingham come una città di importanza paragonabile alle città più antiche del Warwickshire come Alcester, Coleshill, Stratford-upon-Avon e Tamworth, cinquant'anni dopo, i registri dei sussidi laici del 1327 e del 1332 mostrano che Birmingham ha superato tutte queste città per diventare la terza più grande della contea, dietro solo a Warwick e Coventry, all'epoca il quarto centro urbano più grande d'Inghilterra.

### Crescita del mercato
È probabile che il mercato di Birmingham sia rimasto principalmente agricolo per tutto il periodo medievale. La terra dell'altopiano di Birmingham, in particolare l'area del maniero di Birmingham a ovest della città, era più adatta all'agricoltura pastorale che a quella arabile e le ossa di animali scavate indicano che i bovini erano il bestiame dominante, con alcuni ovini ma pochissimi suini. I riferimenti del 1285 e
del 1306 a bestiame rubato venduto in città, suggeriscono che le dimensioni del commercio in quel momento erano sufficienti perché tali vendite passassero inosservate. Tuttavia, il commercio attraverso Birmingham si diversificò man mano che sorse una classe mercantile: mercanti e fornitori sono menzionati negli atti dell'inizio del XIII secolo e una disputa legale che coinvolge dei commercianti di Wednesbury nel 1403 rivela che il commercio consisteva anche di: ferro, lino, lana, ottone e acciaio, così come il bestiame.
Nel XIV secolo Birmingham sembra essersi affermata come un centro del commercio della lana. Due mercanti di Birmingham rappresentarono il Warwickshire al consiglio tenutosi a York nel 1322, per discutere la standardizzazione dei punti di lana, e altri ancora parteciparono alle assemblee dei mercanti di lana di Westminster del 1340, 1342 e 1343, un periodo in cui almeno un commerciante di Birmingham commerciava notevoli quantità di lana con l'Europa continentale. I record di aulnage per il 1397 danno qualche indicazione sulle dimensioni del commercio tessile di Birmingham in quel momento: i 44 tessuti venduti erano solo una piccola frazione in confronto ai 3.000 venduti nel principale centro tessile di Coventry, ma costituivano comunque quasi un terzo del commercio del resto del Warwickshire. 
Birmingham era anche situata su diverse importanti rotte commerciali terrestri. Entro la fine del XIII secolo la città divenne un importante punto di transito per il commercio legale di bestiame, lungo le strade dei mandriani dal Galles a Coventry e al sud-est dell'Inghilterra. L'erario contabilizza 1340 vini importati da Bristol, che vengono scaricati a Worcester e trasportati in carrozza a Birmingham e Lichfield. Questo percorso è mostrato sulla mappa di Gough della metà del XIV secolo e descritto dal contemporaneo Ranulf Higdon come parte di una delle "Quattro grandi strade reali d'Inghilterra", che andava da Worcester fino al fiume Tyne. 

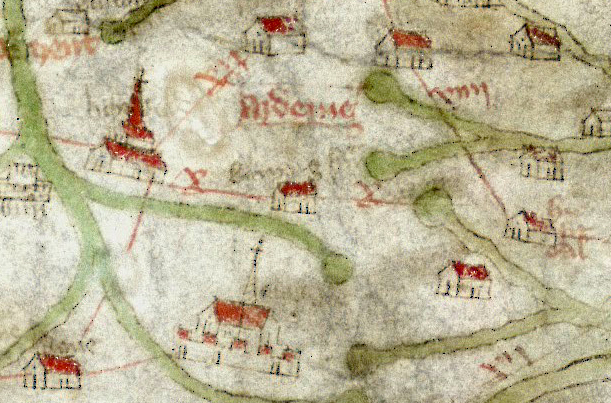
Prima rappresentazione cartografica di Birmingham sulla Gough Map, risalente al XIV secolo. Il centro città è mostrato dentro la Foresta di Arden, sulla strada tra Lichfield a sinistra e Droitwich a destra. Il nord è sulla sinistra

La famiglia cittadina più illustre dei de Birmingham era molto attiva nella promozione del mercato, i cui pedaggi avrebbero costituito una parte importante del reddito del maniero, a quel tempo il più prezioso dei loro possedimenti. L'istituzione di un mercato rivale a Deritend, nella vicina parrocchia di Aston, li aveva portati ad acquisire il borgo entro il 1270 e la famiglia è registrata imponente il pagamento dei pedaggi da parte dei commercianti di King's Norton, Bromsgrove, Wednesbury e Tipton nel 1263, 1308 e 1403.

### Prime industrie
Le prove archeologiche di industrie su piccola scala a Birmingham appaiono già nel XII secolo e le prime prove documentali dell'esistenza di artigiani in città provengono dal 1232, quando un gruppo di borghesi stava negoziando per essere liberato dall'obbligo di aiutare con la fienagione del Signore, dove sono elencati un fabbro, un sarto e quattro tessitori. È probabile che la produzione sia stata stimolata dall'esistenza del mercato, che avrebbe fornito una fonte di materie prime come pelli e lana, nonché dalla domanda di merci da parte dei ricchi commercianti della città e dei visitatori delle campagne che vendevano prodotti. Nel 1332 il numero di artigiani a Birmingham era simile a quello di altre città del Warwickshire associate all'industria come Tamworth, Henley-in-Arden, Stratford-upon-Avon e Alcester. 
L'analisi dei nomi degli artigiani nei documenti medievali suggerisce che le principali industrie della Birmingham medievale erano tessili, del cuoio e del ferro, con prove archeologiche che suggeriscono anche la presenza della lavorazione delle ceramiche, fabbricazione di piastrelle e probabilmente lavorazione di ossa e corni. Nel XIII secolo in Edgbaston Street erano in uso pozzi di concia, canapa e lino che venivano usati per fare corde e tele. I forni che producevano le tipiche ceramiche locali Deritend Ware, esempi dei quali possono essere visti nelle Gallerie di storia di Birmingham, esistevano nel XII e XIII secolo e scuoiatori, conciatori e sellai sono registrati nel XIV secolo. La presenza di scorie e focolai fioriti nelle fosse scavate dietro Park Street suggerisce anche la presenza precoce della lavorazione del ferro. Gli affitti del borgo del 1296 forniscono la prova di almeno quattro fucine nella città, quattro fabbri sono menzionati in una dichiarazione dei redditi del 1379 e altri sette sono documentati nel secolo successivo. Sebbene a Birmingham siano stati identificati dai quindici ai venti tessitori, tintori e follatori fino al 1347, non si trattava di un numero significativamente maggiore di tessitori di quello che si trova nei villaggi circostanti, inoltre almeno una parte della stoffa venduta sul mercato di Birmingham aveva origini rurali. 

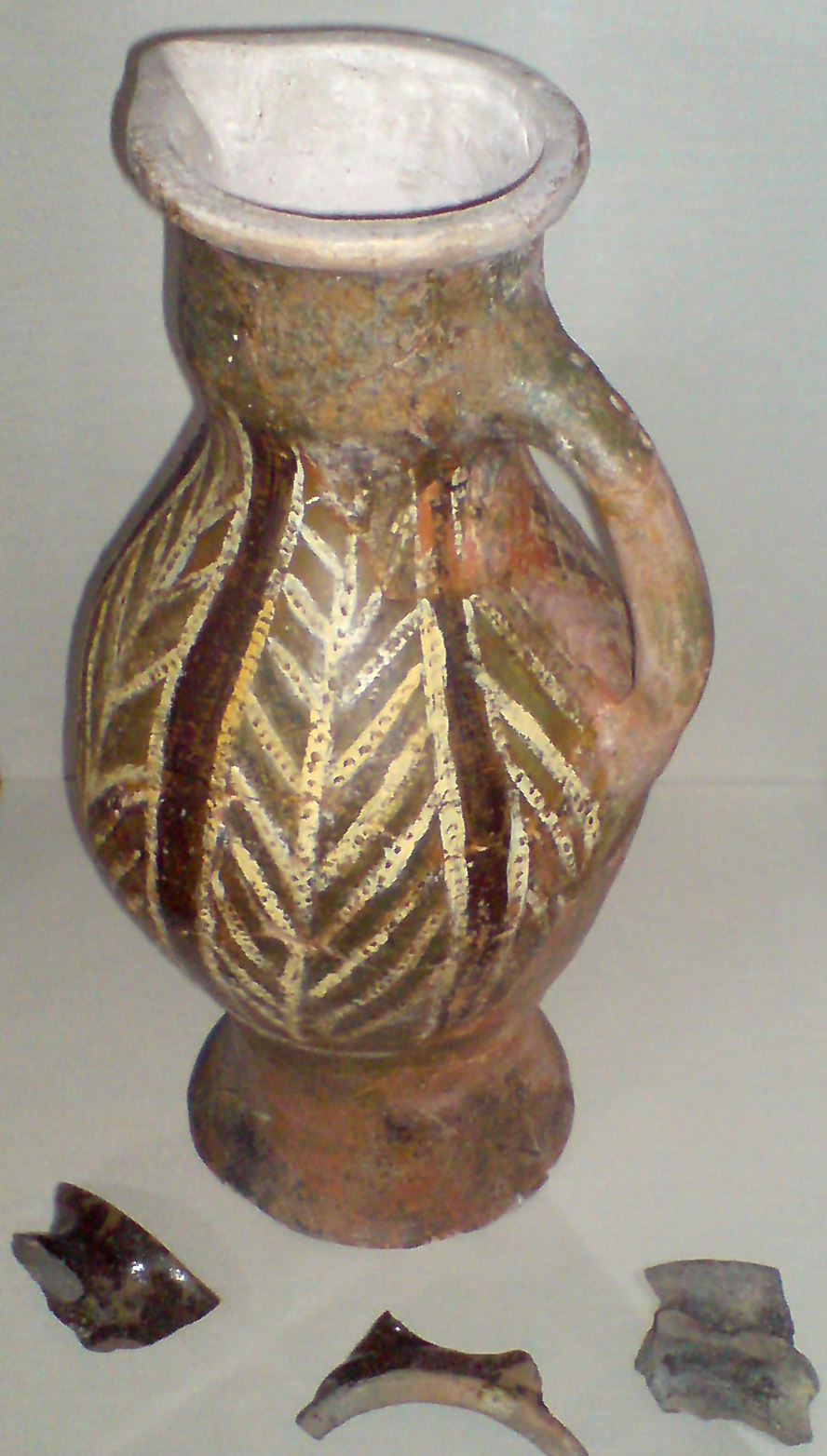
Ceramica Deritend brocca e frammenti

Mentre la maggior parte dei manufatti sarebbero stati prodotti per un mercato locale, ci sono alcune prove che Birmingham era già un centro specializzato e ampiamente riconosciuto del commercio di gioielli durante il periodo medievale. Un inventario dei beni personali del Maestro dei Cavalieri Templari in Inghilterra, al momento della loro soppressione nel 1308, comprende ventidue pezzi di Birmingham: piccoli oggetti di alto valore, possibilmente gioielli od ornamenti metallici, che erano sufficientemente noti. Nel 1343 tre uomini di Birmingham furono puniti per aver venduto oggetti di metallo comuni mentre affermavano che fossero d'argento, e ci sono prove documentali di orafi nella città nel 1384 e nel 1460, un commercio che non sarebbe potuto essere sostenuto esclusivamente attraverso domanda, in una città delle dimensioni di Birmingham.

### Istituzioni e Società
La crescita dell'economia urbana nel XIII secolo e nel XIV secolo si riflesse nello sviluppo delle istituzioni cittadine. St. Martin in the Bull Ring fu ricostruita in modo sontuoso intorno al 1250 con due navate, un lucernario e una guglia alta 61 m e due cantorie furono donate alla chiesa da ricchi mercanti locali nel 1330 e nel 1347. Il Priorato di San Tommaso di Canterbury venne registrato per la prima volta nel 1286, e nel 1310 aveva ricevuto 6 principali donazioni di terra per un totale di 60 acri (240.000 m²) e 27 donazioni minori. Il Priorato fu riformato nel 1344 dopo le critiche del vescovo di Lichfield riguardo ai possedimenti, e una chiesa fu istituita nella sua cappella, la St. John's Chapel, a Deritend, fu fondata intorno al 1380 come cappella di agio della chiesa parrocchiale di Aston, con il suo sacerdote sostenuto dalla "Guild of St. John" (Corporazione di San Giovanni), che manteneva anche una scuola. 

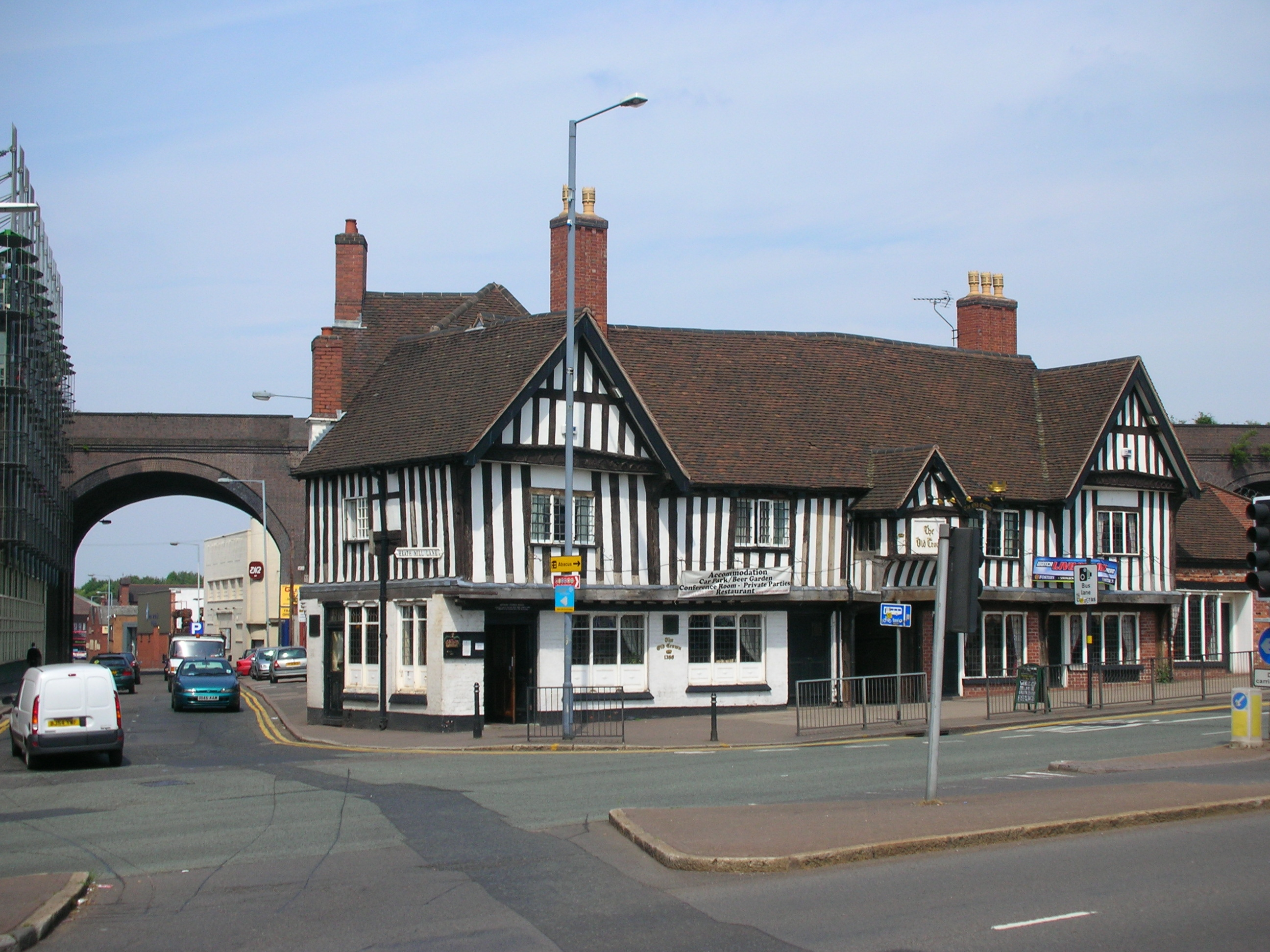
Il pub Old Crown, originariamente la sede della Guild of St John, è uno dei pochi edifici rimasti della Birmingham medievale

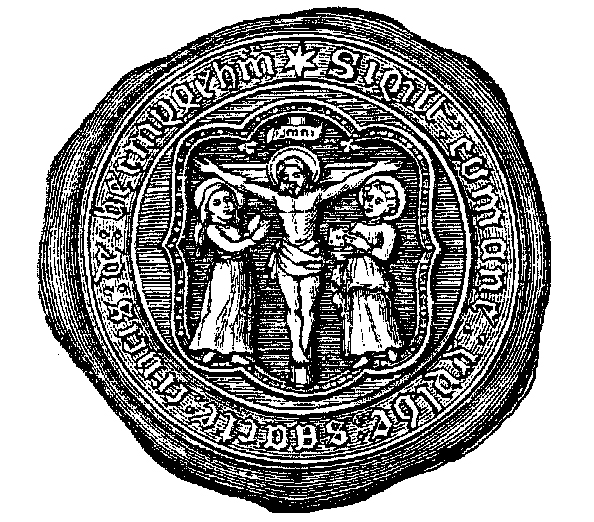
Il sigillo della Guild of the Holy Cross

La parrocchia di Birmingham ottenne una propria corporazione religiosa con la fondazione nel 1392 della "Guild of the Holy Cross" (Corporazione della Santa Croce), che fornì un centro sociale e politico per l'élite della città  oltre ad ospitare cappellani, ospizi di carità, una levatrice, una orologio pubblico ed il ponte sul fiume Rea. Il successo economico vide anche la città espandersi: New Street venne registrata per la prima volta nel 1296, Moor Street venne costruita alla fine del XIII secolo e Park Street all'inizio del XIV secolo. L'incremento demografico venne aumentato dalla migrazione dei contadini attratti dall'opportunità di stabilirsi come commercianti, liberi dai doveri del lavoro agricolo. L'analisi degli affitti suggerisce che due terzi provenissero da un raggio di 16 km dalla città, ma altri provenivano da zone più lontane, inclusi il Galles, l'Oxfordshire, il Lincolnshire, l'Hampshire e persino Parigi. Ci sono anche alcune prove che la città potrebbe aver avuto una comunità ebraica prima dell'editto di espulsione del 1290. Sebbene la Birmingham medievale non sia mai stata incorporata come entità di autogoverno indipendente dal suo maniero, il Borough (l'area cittadina) fu governato separatamente dal Foreign (l'area agricola aperta) almeno dal 1250. I borghesi della città elessero così due ufficiali giudiziari e la "comunanza della città" è registrata per la prima volta nel 1296, tanto che una concessione di pavage del 1318 non fu concessa al signore del maniero ma "agli ufficiali giudiziari e agli uomini buoni della città di Bermyngeham". La città rimase così libera dalle corporazioni commerciali restrittive dei borghi pienamente autonomi, ma fu anche libera dai vincoli di un rigido regime signorile. 
Se il XII e il XIII secolo furono un periodo di crescita per la città, tuttavia, questo cessò durante il XIV secolo di fronte ad una serie di calamità. I documenti del tribunale signorile della vicina Halesowen registrano un "Grande Incendio di Birmingham" tra il 1281 e il 1313, un evento probabilmente riflesso nelle fosse della fine del XIII secolo contenenti grandi quantità di carbone e ceramiche carbonizzate e bruciate trovate sotto Moor Street. Le carestie dal 1315 al 1322 e la peste nera del 1348–1350 fermarono la crescita della popolazione e il declino delle prove archeologiche di ceramiche del XIV e XV secolo, potrebbe indicare un periodo prolungato di difficoltà economiche.

## Dinastie Tudor e Stuart

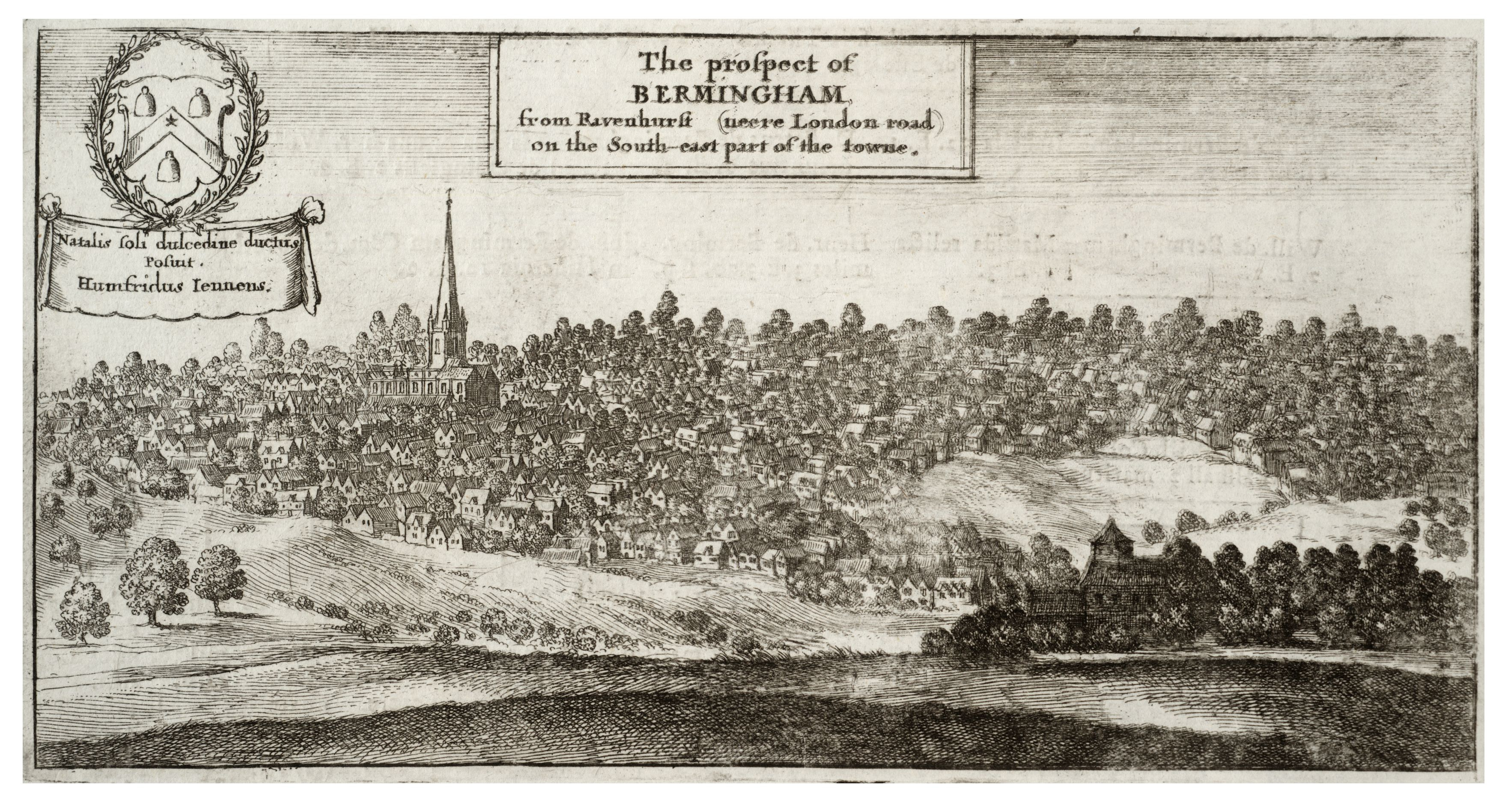
Incisione di Birmingham di Wenceslas Hollar, 1656

Le epoche Tudor e Stuart segnarono un periodo di transizione per Birmingham. Negli anni 20 del XVI secolo la città era la terza più grande del Warwickshire con una popolazione di circa 1.000 abitanti - una situazione poco modificata da quella di due secoli prima. Nonostante una serie di piaghe nel corso del XVII secolo, nel XVIII secolo la popolazione di Birmingham era aumentata di quindici volte e la città era la quinta più grande in Inghilterra e Galles, con un'economia di importanza nazionale basata sull'espansione e la diversificazione del commercio dei metalli e una reputazione di radicalismo politico e religioso, saldamente stabilita dal suo ruolo nella guerra civile inglese.
Le principali istituzioni della Birmingham medievale crollarono nello spazio di undici anni tra il 1536 e il 1547. Il Priorato di San Tommaso fu soppresso e le sue proprietà vendute alla dissoluzione dei monasteri nel 1536, con il conseguente scioglimento della Corporazione della Santa Croce, della Corporazione di San Giovanni e le loro cantorie associate nel 1547. Più significativamente, la famiglia De Birmingham perse il possesso del maniero nel 1536, probabilmente a seguito di una faida tra Edward de Birmingham e John Sutton, 3º barone di Dudley. Dopo brevi periodi in possesso della Corona e del Duca di Northumberland, il maniero fu venduto nel 1555 a Thomas Marrow di Berkswell. Birmingham non avrebbe mai più avuto un Lord of the Manor residente e il distretto nel suo insieme sarebbe rimasto un'area di debole controllo nel corso dei secoli successivi. Con il governo locale che rimaneva essenzialmente signorile, il conseguente alto grado di libertà economica e sociale delle cittadine fu un fattore altamente significativo per il successivo sviluppo di Birmingham. 

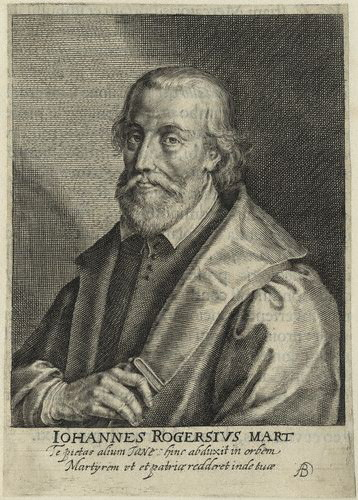
John Rogers, scrittore della prima Bibbia autorizzata in lingua inglese

Il periodo fu anche di significativo sviluppo culturale. Sebbene lo scioglimento della Corporazione di San Giovanni a Deritend abbia comportato la chiusura della sua scuola associata, l'ex sala della Corporazione della Santa Croce a New Street, insieme alla proprietà, venne mantenuta per l'istituzione della King's Edward Free Grammar School nel 1552. John Rogers, nato a Deritend nel 1500, divenne la prima figura letteraria di rilievo della città quando compilò e tradusse parzialmente la Bibbia, la prima edizione completa autorizzata delle sacre scritture ad apparire in lingua inglese. La prima biblioteca di Birmingham venne fondata nel 1642, lo stesso anno in cui Nathaniel Nye - il primo scienziato conosciuto della città - pubblicò il suo "New Almanacke and Prognostication". Infine il 1652 segna la prima registrazione di un libraio in città e il primo libro pubblicato a Birmingham: "The Font Guarded", del puritano locale Thomas Hall.

## Illuminismo e Rivoluzione industriale

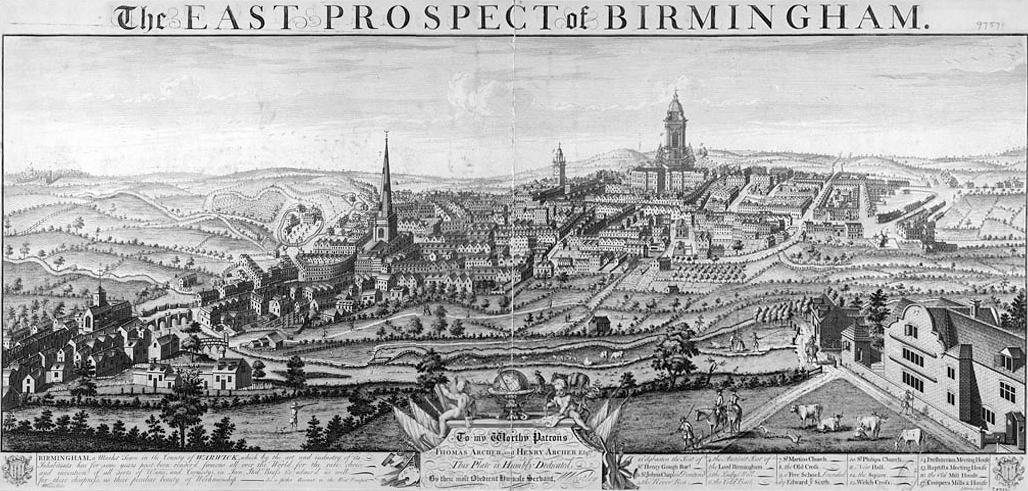
Birmingham nel 1732 poco prima l'inizio della rivoluzione industriale

Il XVIII secolo vide l'improvvisa comparsa di Birmingham in prima linea negli sviluppi mondiali della scienza, della tecnologia, della medicina, della filosofia e della storia naturale come parte della trasformazione culturale ora nota come "Midlands Enlightenment" (Illuminismo delle Midlands).  Entro la seconda metà del secolo i principali pensatori della città - in particolare membri della Lunar Society come Joseph Priestley, James Keir, Matthew Boulton, James Watt, William Withering ed Erasmus Darwin - erano diventati partecipanti ampiamente influenti della Repubblica delle Lettere, che consisteva nella libera circolazione di idee e informazioni tra l'élite intellettuale paneuropea e transatlantica, in via di sviluppo. La Lunar Society era "la più importante associazione scientifica privata nell'Inghilterra del diciottesimo secolo" e l'Illuminismo delle Midlands "dominava l'esperienza inglese dell'illuminazione", ma mantenne anche stretti legami con altri importanti centri dell'Età dell'Illuminismo: le università dell'Illuminismo scozzese, la Royal Society di Londra, e scienziati, filosofi e accademici in Francia, Svezia, Sassonia, Russia e Stati Uniti.

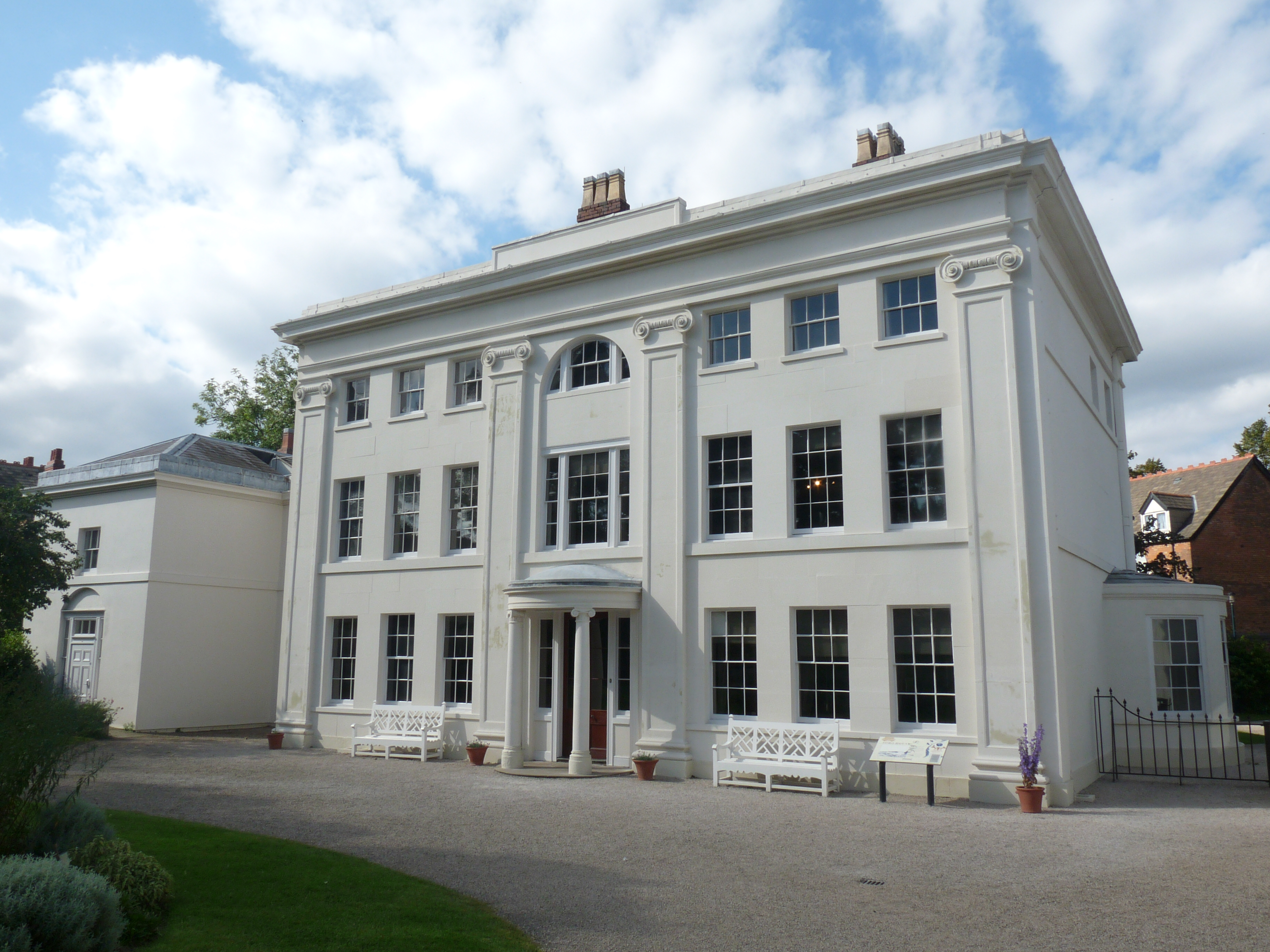
Soho House, principale luogo per le riunioni della Lunar Society of Birmingham

Questa "nascita miracolosa" è stata tradizionalmente vista come il risultato dello status di Birmingham in qualità di roccaforte del non conformismo religioso, creando una cultura di pensiero libero non vincolata dalla Chiesa d'Inghilterra. Ciò concorda con teorie storiche più ampie come la tesi di Merton e la tesi di Weber, che vedono la cultura protestante come un fattore importante nell'ascesa della scienza sperimentale e del capitalismo industriale in Europa. Birmingham aveva una vigorosa e fiduciosa comunità anticonformista dal 1680, in un momento in cui la libertà di culto per i non conformisti a livello nazionale doveva ancora essere concessa e nel 1740 questa si era sviluppata in un influente gruppo di dissidenti. Circa il 15% delle famiglie a Birmingham erano membri di congregazioni anticonformiste nella metà del XVIII secolo, rispetto a una media nazionale del 4-5%. Presbiteriani e quaccheri in particolare avevano anche un livello di influenza all'interno della città che era sproporzionato rispetto al loro numero, I cui membri ricoprivano abitualmente varie cariche cittadine. Nonostante ciò, l'Illuminismo a Birmingham non fu affatto un fenomeno puramente anticonformista: i membri della Lunar Society avevano una vasta gamma di background religiosi, e gli anglicani formavano la maggioranza di tutti i settori della società di Birmingham durante tutto il periodo.
Recenti studiosi non vedono più l'Illuminismo delle Midlands come avente principalmente un fulcro industriale e tecnologico. L'analisi dell'argomento delle riunioni della Lunar Society mostra che la sua principale preoccupazione era la pura indagine scientifica piuttosto che la produzione, e l'influenza dei pensatori dell'Illuminismo delle Midlands può essere vista in aree diverse come l'istruzione,  la filosofia, la poesia romantica, la teoria dell'evoluzione e l'invenzione della fotografia. Una caratteristica distintiva e significativa dell'Illuminismo delle Midlands, che in parte era il risultato del livello insolitamente alto di mobilità sociale di Birmingham, era la stretta relazione tra i professionisti della scienza teorica e quelli della produzione pratica. La Lunar Society comprendeva industriali come Samuel Galton Jr. così come intellettuali come Erasmus Darwin e Joseph Priestley, docenti scientifici come John Warltire e Adam Walker comunicavano ampiamente i principi di base newtoniani alle classi manifatturiere della città e uomini come Matthew Boulton, James Keir, James Watt e John Roebuck erano contemporaneamente altamente considerati sia come scienziati che come abili nelle tecnologie e in alcuni casi anche come uomini d'affari. Il clima intellettuale della Birmingham del XVIII secolo era quindi insolitamente favorevole al trasferimento della conoscenza dalle scienze pure alla tecnologia e ai processi di produzione, per creare una "reazione a catena dell'innovazione".
L'Illuminismo delle Midlands occupa quindi una posizione culturale chiave che collega l'espansione della conoscenza della precedente rivoluzione scientifica con l'espansione economica della rivoluzione industriale. La Birmingham del XVIII secolo vide l'applicazione diffusa e sistematica della ragione, della sperimentazione e della conoscenza scientifica ai processi di produzione a un livello senza precedenti, risultando in una serie di innovazioni tecnologiche ed economiche che trasformarono il panorama economico di un'ampia varietà di industrie, gettando molte delle basi per la società industriale moderna. Nel 1709 Abraham Darby I, che si era formato come apprendista a Birmingham e aveva lavorato a Bristol per una ferramenta, si trasferì a Coalbrookdale nello Shropshire e fondò il primo altoforno per fondere con successo il ferro con il carbon coke. Nel 1732 Lewis Paul e John Wyatt inventarono la filatura a rullo - "un'idea inedita di primaria importanza" nello sviluppo dell'industria meccanizzata del cotone - e nel 1741 aprirono il primo cotonificio al mondo nell'Upper Priory di Birmingham. Nel 1765 Matthew Boulton aprì la Soho Manufactory, aprendo la strada alla combinazione e alla meccanizzazione di attività di produzione precedentemente separate sotto lo stesso tetto attraverso un sistema noto come "fabbricazione razionale". Alla fine del decennio questa era la più grande unità di produzione in Europa con oltre 1.000 dipendenti e l'icona principale del sistema produttivo emergente. L'invenzione di John Roebuck del 1746 del processo della camera di piombo permise per la prima volta la produzione su larga scala di acido solforico, mentre James Keir aprì la strada alla produzione di alcali nel suo stabilimento di Tipton, questi due sviluppi segnarono la nascita del moderna industria chimica. L'innovazione tecnologica più notevole dell'Illuminismo delle Midlands, tuttavia, fu lo sviluppo nel 1775 da parte di James Watt e Matthew Boulton del motore a vapore, che incorporava quattro progressi tecnici separati per consentirgli di generare in modo economico ed efficiente il movimento rotatorio necessario per alimentare i macchinari di produzione. Liberare il potenziale produttivo della società dalla limitata capacità della mano, dell'acqua e del potere animale, questo è stato senza dubbio lo sviluppo cardine dell'intera rivoluzione industriale, senza la quale gli spettacolari progressi dell'attività economica del secolo successivo sarebbero stati impossibili.

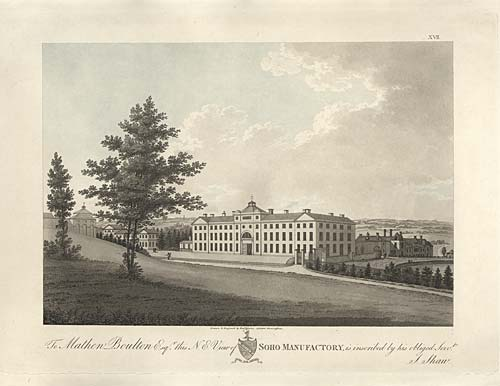
La Soho Manufactory

### Espansione commerciale ed industriale
L'esplosiva crescita industriale di Birmingham iniziò prima di quella delle città tessili del nord dell'Inghilterra e può essere fatta risalire al 1680. La popolazione di Birmingham quadruplicò tra il 1700 e il 1750. Nel 1775 prima dell'inizio della meccanizzazione del commercio del cotone nel Lancashire, Birmingham era già la terza città più popolosa d'Inghilterra, più piccola solo dei più antichi porti meridionali di Londra e Bristol e in crescita più veloce di tutti i suoi rivali. Già nel 1791 Birmingham era stata descritta dall'economista Arthur Young come "la prima città manifatturiera del mondo". 
I fattori che guidarono la rapida industrializzazione di Birmingham furono anche diversi da quelli alla base del successivo sviluppo di città manifatturiere tessili come Manchester, la cui crescita dal 1780 in poi si basava sulle economie inerenti alla produzione meccanizzata: la capacità di un salario basso, forza lavoro non qualificata per produrre merci sfuse in enormi quantità. Sebbene gli sviluppi che hanno consentito questa trasformazione - la filatura a rulli, il sistema di fabbrica e il motore a vapore industriale - abbiano spesso avuto origine a Birmingham, hanno avuto poco ruolo nell'espansione di Birmingham. La sua economia era caratterizzata da salari elevati e una vasta gamma di competenze specialistiche che non erano suscettibili all'automazione all'ingrosso. L'officina su piccola scala, piuttosto che la grande fabbrica o il mulino, rimase la tipica unità di produzione di Birmingham per tutto il XVIII secolo e l'uso del vapore non fu economicamente significativo fino al 1830.
La crescita della produzione a Birmingham fu alimentata da una forza lavoro altamente qualificata, specializzata, flessibile e, soprattutto, innovativa. Le scarse barriere sociali di Birmingham conferivano alla città un alto grado di mobilità sociale e un'economia spiccatamente imprenditoriale; il contemporaneo William Hutton descrisse come i mestieri apparissero rapidamente come fili d'erba. In termini di tecnologia di produzione, Birmingham era di gran lunga la città più creativa dell'epoca: tra il 1760 e il 1850 i residenti di Birmingham registrarono un numero di brevetti tre volte superiore a quelli di qualsiasi altra città inglese. Nonostante le invenzioni storiche di ingegneri come James Watt, la maggior parte di questi sviluppi sono stati meglio caratterizzati come parte di un flusso continuo di miglioramenti tecnologici su piccola scala. Matthew Boulton osservò nel 1770 come grazie alle macchine e all'apparato estensivo i suoi uomini fossero in grado di fare da due fino a dieci volte il lavoro che può essere fatto senza tali ausili. Fonti contemporanee hanno notato che a Birmingham anche prodotti semplici come i pulsanti passerebbero tra cinquanta e settanta processi diversi, eseguiti da un numero simile di lavoratori. Il vantaggio competitivo risultante è stato notato dal membro della Lunar Society, Richard Lovell Edgeworth, quando visitò Parigi, osservando che "ogni artigiano a Parigi deve a suo tempo 'recitare molte parti', e tra queste molte è incompetente", concludendo che "anche supponendo che gli artigiani francesi siano di pari abilità e industria con i concorrenti inglesi, sono lasciati indietro di almeno un secolo".